# Tackey & Tsubasa
Tackey & Tsubasa là một nhóm nhạc của Nhật Bản gồm hai thành viên là Takizawa Hideaki & Imai Tsubasa.

## Thành viên
- Takizawa Hideaki
- Imai Tsubasa

## Các phát hành

### Album
- [2002.09.11] Hatachi
- [2004.04.28] 2wenty 2wo
- [2006.11.15] Two You Four You
- [2007.10.17] TACKEY & TSUBASA BEST

### Đĩa đơn
- [2003.02.26] To be, To be, Ten made To be
- [2003.11.12] Yume Monogatari (夢物語)
- [2004.02.11] One Day, One Dream
- [2004.11.03] Serenade (愛想曲（セレナーデ）)
- [2005.05.04] Kamen / Mirai Koukai (仮面 / 未来航海)
- [2006.01.18] Venus
- [2006.08.09] Ho! Summer (Ho! サマー)
- [2007.04.18] x ~Dame~ / Crazy Rainbow (×～ダメ～)
- [2007.08.08] SAMURAI
- [2008.06.04] Koi Uta / PROGRESS (恋詩-コイウタ-)

### Đĩa DVD
- [2002.09.11] Tackey & Tsubasa "Hatachi" de Debut Giants Hits Concert with all Johnny's Jr. (タッキー&翼「Hatachi」deデビューGiants Hits Concert with all ジャニーズJr)
- [2004.06.04] Johnny's Taiiku no Hi Fan Kanshasai (ジャニーズ体育の日 FAN感謝祭)
- [2004.08.11] DREAM BOY
- [2005.02.02] Takitsuba Harukon (滝翼 春魂)
- [2005.02.xx] Tsubakon (翼魂)
- [2006.08.16] Tsubasa Imai 1st tour 23 to 24
- [2006.08.30] Hideaki Takizawa 2005 concert ~Arigatou 2005 Nen Sayounara~ (～ありがとう2005年さようなら～)
- [2007.03.07] Takitsuba CLIPS (タキツバCLIPS)
- [2007.07.18] Takizawa Enbujou (滝沢演舞城)
- [2008.01.23] One! -the history of Tackey-
- [2008.03.19] Tackey & Tsubasa Premium Live DVD -5th Anniversary Special Package-

### Các đĩa khác
- [2003.07.30] avex 15th Anniversary Compilation J-Pop Vol.2 (#34 True Heart)
- [2003.10.29] InuYasha Ongaku Hen San Original Soundtrack (#16 Sotsugyou ~Sayonara wa Ashita no Tame ni~)
- [2004.09.08] BEST of InuYasha Seifu Meigetsu - Inu Yasha Theme Zenshu 2 (#1, #11 One Day, One Dream)
- [2007.03.07] One Piece Super Best (#21 Mirai Koukai)